# س. جيروم
س. جيروم (بالفرنسية: C. Jérôme)‏ هو مقدم برامج إذاعية ومغني فرنسي، ولد في 21 ديسمبر 1946 في باريس في فرنسا، وتوفي بنفس المكان في 14 مارس 2000 بسبب سرطان.

## وصلات خارجية
- الموقع الرسمي
- س. جيروم على موقع IMDb (الإنجليزية)
- س. جيروم على موقع ميوزك برينز (الإنجليزية)
- س. جيروم على موقع أول ميوزيك (الإنجليزية)
- س. جيروم على موقع ديسكوغز (الإنجليزية)
- س. جيروم على موقع قاعدة بيانات الفيلم (الإنجليزية)